# قلعه کسو جمپ
قلعه کسو جمپ مربوط به سده‌های اولیه دوران‌های تاریخی پس از اسلام است و در شهرستان دشتیاری، بخش دشتیاری، روستای بسوت واقع شده و این اثر در تاریخ ۷ مهر ۱۳۸۱ با شمارهٔ ثبت ۶۴۷۳ به‌عنوان یکی از آثار ملی ایران به ثبت رسیده است.